# 川河云南鳅
川河云南鳅（学名：Yunnanilus chuanheensis），一种于中华人民共和国云南省大理白族自治州南涧彝族自治县无量山地区川河（李仙江上游段）水域发现的淡水鱼，隶属于条鳅科云南鳅属，是首次在红河水系发现的云南鳅属鱼类。